# Chicama
Chicama est une ville du nord du Pérou, capitale du district de Chicama de la Province d'Ascope dans le département La Libertad.